# La Rivière-Enverse
La Rivière-Enverse är en kommun i departementet Haute-Savoie i regionen Auvergne-Rhône-Alpes i sydöstra Frankrike. Kommunen ligger i kantonen Taninges som tillhör arrondissementet Bonneville. År 2022 hade La Rivière-Enverse 490 invånare.

## Befolkningsutveckling
Antalet invånare i kommunen La Rivière-Enverse
| Referens: INSEE |